# Čierna Lehota (okres Bánovce nad Bebravou)
Čierna Lehota je obec v okrese Bánovce nad Bebravou na Slovensku. Leží v nadmořské výšce 390 metrů. Žije v ní 110 obyvatel. První písemná zmínka o vesnici pochází z roku 1389. V katastrálním území obce se nachází přírodní památka Stará Bebrava a zasahuje do něj část přírodní rezervace Rysia. Severně od vesnice se na vrchu Hrádok dochovaly nevelké pozůstatky hradu ze třináctého století.